# Banc de Portugal
El Banc de Portugal és el banc central de la República Portuguesa. El seu governador actual és Carlos Costa.

## Història
El Banc de Portugal va ser fundat el 19 de novembre de 1846 a Lisboa, on es troba la seva seu. Va sorgir de la fusió del Banc de Lisboa i de la Companhia Confiança Nacional. Va ser fundat com una societat anònima i, fins a la seva nacionalització el 1974, era de capital privat.

## Competències
Competeix al banc la supervisió prudencial de les institucions de crèdit i de les societats financeres. El banc emet bitllets d'euro i posa en circulació les monedes, encara que el Banc Central Europeu tingui el dret exclusiu d'autoritzar la seva emissió. També li competeix regular, fiscalitzar i promoure el bon funcionament dels sistemes de pagament, regir els pressupostos del país i fer d'intermediari en les relacions monetàries internacionals de l'Estat, així com aconsellar al govern en els camps econòmic i financer.